# Barra do Turvo
Barra do Turvo este un oraș în São Paulo (SP), Brazilia.